# ياسوهيرو آبي
ياسوهيرو آبي (باليابانية: 安部恭弘؛ بالكانا: あべ やすひろ) هو مغني وموسيقي ومنتج أسطوانات ومغن مؤلف وملحن ياباني، ولد في 13 يناير 1956 في بونكيو في اليابان.

## وصلات خارجية
- الموقع الرسمي
- ياسوهيرو آبي على موقع ميوزك برينز (الإنجليزية)
- ياسوهيرو آبي على موقع أول ميوزيك (الإنجليزية)
- ياسوهيرو آبي على موقع أول ميوزيك (الإنجليزية)
- ياسوهيرو آبي على موقع ديسكوغز (الإنجليزية)